# Friedrich Gonne

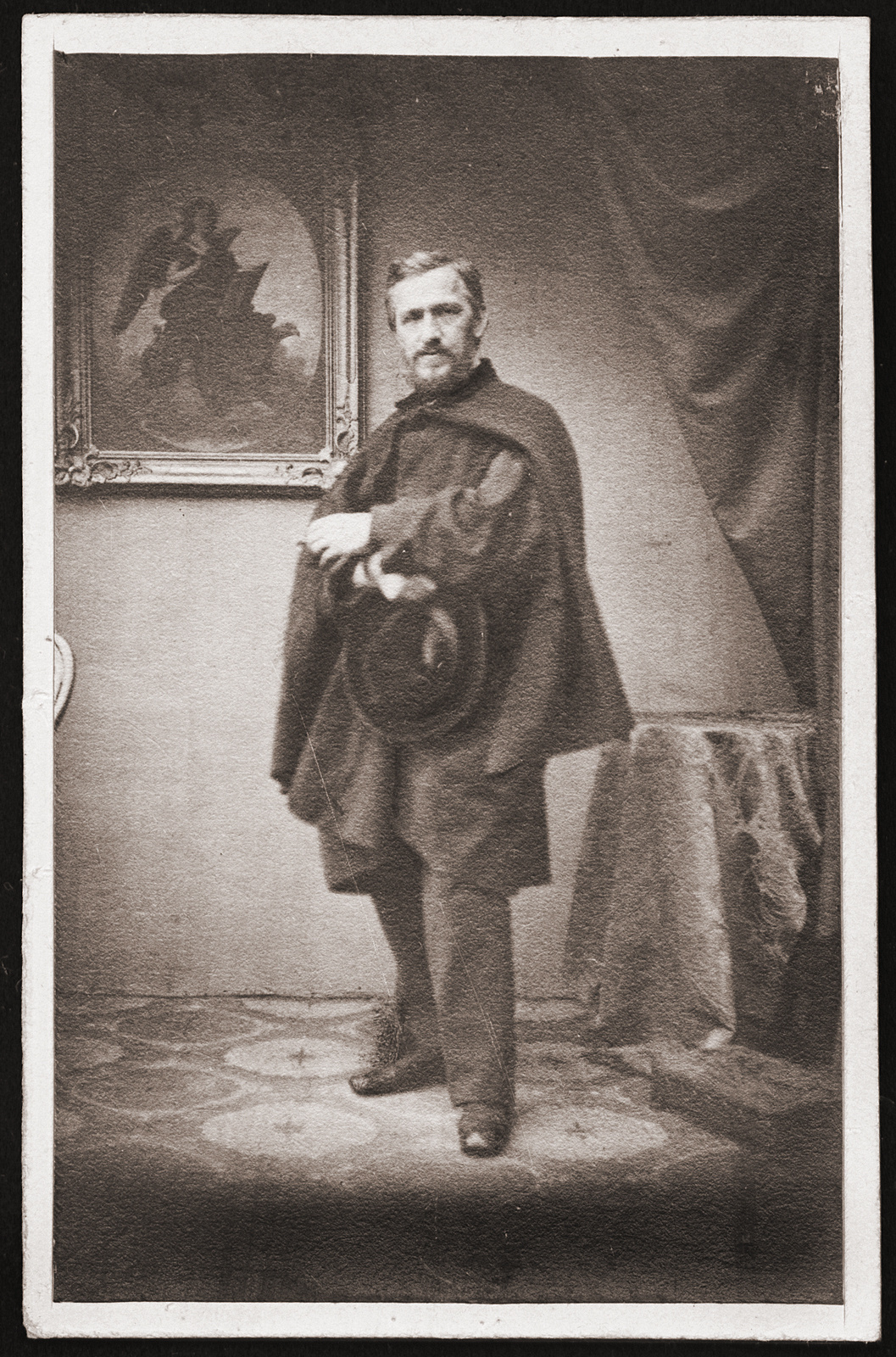
Friedrich Gonne, omkring 1865.

Christian Friedrich Gonne, född den 30 maj 1813 i Dresden, död där den 30 mars 1906, var en tysk målare.
Gonne blev professor vid Dresdens konstakademi 1857. Hans första arbeten var genrestycken (Kortspelare, Konvenanspartiet med flera), som gjorde stor lycka. Under sin vistelse i Rom målade han Judaskyssen och beträdde därmed historiemåleriets område. Som hans bästa verk anses Brännande minnen (1869, Hamburger Kunsthalle), Lady Macbeth (1872), Festmåltid under 1500-talet (1874) och Kung Johans av Sachsen porträtt, i Leipzigs rådhus. Gonne skrev Flüchtige Blicke in Natur und Kunst (1869).